# Lord Leopold Mountbatten
Lord Leopold Arthur Louis Mountbatten GCVO (21. maj 1889 på Windsor Castle, Berkshire, England –  23. april 1922 på Kensington Palace, Kensington, Indre London, England) var en britisk født prins, der var kendt som Hans Højhed Prins Leopold af Battenberg indtil 1917.
Leopold af Battenberg var barnebarn af dronning Victoria af Storbritannien.

## Blødersygdom
Som andre af dronning Victorias efterkommere var Lord Leopold Mountbatten ramt af den arvelige blødersygdom hæmofili. Lord Leopold døde efter en hofteoperation.

## Forældre
Prins Leopold var søn af prins Heinrich af Battenberg og prinsesse Beatrice af Storbritannien.
Prins Leopold var ugift.

## Bedsteforældre
Prins Leopolds bedsteforældre var prins Alexander af Hessen-Darmstadt, den polsk fødte komtesse Julia Hauke, den britiske prinsgemal prins Albert af Sachsen-Coburg og Gotha og dronning Victoria af Storbritannien.

## Titler
Leopold af Battenberg skiftede titel flere gange:
- 21. maj 1889 – 14. juli 1917: Hans Højhed Prins Leopold af Battenberg
  - I Tyskland: Seine Durchlaucht (S.D.) Prinz Leopold von Battenberg
- 14. juli – September 1917: Sir Leopold Mountbatten
- September 1917 – 23. april 1922: Lord Leopold Mountbatten